# Agató d'Alexandria
Agató d'Alexandria (copte: Ⲁⲅⲁⲑⲟⲩ; àrab: أغاثون, Aḡātūn) (?-13 d'octubre de 680) va ser patriarca copte d'Alexandria de l'any 661 al 677. És venerat com a sant per l'Església Ortodoxa Copta.
Va ser deixeble del patriarca Benjamí. Benjamí va haver de fugir d'Alexandria durant un temps per la persecució contra ell que va organitzar el patriarca ortodox Cir i va deixar Agató al càrrec. Agató recorria els carrers i els mercats de la ciutat durant el dia vestit de fuster, i durant la nit amb túnica de sacerdot. Anava també per les cases predicant als creients. Va seguir fent això fins a la conquesta àrab d'Egipte que va permetre el retorn a Alexandria del patriarca Benjamí.
Durant el seu patriarcat es va acabar l'església de sant Macari o deir anba Maqar (àrab: دير الأنبا مقار, Dayr al-Anbā Maqār) al desert de Scetis o Uadi el Natrun.
Quan Benjamí va morir, Agató va ser escollit patriarca, mentre al califat omeia hi governava Muàwiya ibn Abi-Sufyan. En algun moment del seu papat, va ser perseguit per un patriarca melquita anomenat Teodosi que, exercint la seva autoritat, emparada per l'emperador romà d'Orient, cobrava grans impostos a Agató. El poble odiava Teodosi, que va ordenar que qui veiés Agató pel carrer el matés. Per aquest motiu, Agató va estar amagat a la seva cel·la fins que Teodosi va ser destituït del càrrec. Basant-se en les creences de l'església, va escollir el seu successor a partir d'un somni on un àngel li va dir qui l'havia de succeir.